# 士嘉堡全科醫院
士嘉堡全科醫院，正式名稱為士嘉堡醫療網絡全科分院（Scarborough Health Network, General Hospital），是加拿大安大略省多倫多士嘉堡的一所大型醫院。醫院位於麥高雲道夾羅倫斯東路西北側，於1956年啟用，是士嘉堡第一所醫院。

## 歷史
2016年12月1日，士嘉堡醫院（士嘉堡全科醫院及貝治芒醫院）與兆康醫院合併，形成一個新的醫療管理網絡，即士嘉堡醫療網絡。截至2019年，醫療網絡計劃到2031年將分院數量由三個削減至兩個。三個擴建方案中的一個計劃將士嘉堡全科醫院關閉。